# 中華人民共和國隱蔽戰線
中華人民共和國隱蔽戰線，即中國隱蔽戰線，又稱中國共產黨隱蔽戰線、中共隱蔽戰線，在中國經常直接稱為隱蔽戰線或隱秘戰線，是為了黨及國家的利益，通過情報，反情報，秘密組織，國安與情報機構以及各種機密通訊組成的非正式戰爭手段，用來消滅中國共產黨與中國的敵人。最早起源於周恩來在1927年在中國武漢建立的中國共產黨中央特別行動科，之後發展為國共內戰中的地下黨。在1949年中華人民共和國建國後，隱蔽戰線仍然存在，通過情報機構，以外交工作及留學生等管道，侵入中华民国，美國以及世界各國。在習近平2012年接任中國共產黨總書記成為中國最高領導人之後，成為中國「兩個確立」的重點工作。

## 概論
中國共產黨領導人毛澤東在整風運動中曾說，要消滅中國共產黨的敵人，需要兩種戰爭，一種是正式戰爭，一種是隱蔽的戰爭。隱蔽戰線指的是以非公開的方式進行的戰爭。在國共內戰期間，中國共產黨通過潛伏在中國國民黨內的地下黨，進行情報戰，最終擊敗中國國民黨，在1949年建立中華人民共和國。
在中華人民共和國建立後，中华人民共和国繼續建立隱蔽戰線。隱蔽戰線在中國大陆境內，以國安單位為主，在境外，是以安插在中华人民共和国駐外單位的外交官，新聞記者，留學生，移民以及罪犯中安插的特務，以此形成的中國間諜網路。台灣國安官員分析，中國大陆常以兩岸交流為藉口，以招待旅遊，進香等手段，在中國大陆吸收認同中华人民共和国的台灣人，經由他們在台灣發展情報組織，在網路上進行輿論與認知作戰。著名的鎮小江共諜案、周泓旭案等，皆為隱蔽戰線的一部份。為了對抗隱蔽戰線，在蔡英文總統任期內，中華民國通過了反渗透法等法案。

## 歷史
於1927年，蔣中正發起清黨，中共中央遷至武漢。周恩來在漢口建立特務工作處，為日後中央特科的前身，成為隱蔽戰線的開端。南昌起義是隱蔽戰線首次的成功。在國共內戰中，有熊向暉與羅青長等地下情報人員，潛伏在中國國民黨及中華民國國軍中，造成中華民國的潰敗。
1949年中華人民共和國建國。韓戰於1950年爆發，中國應用隱蔽戰線，取得美軍編制與裝備情報，投入中国人民志愿军，多次擊敗美軍。
在中共20大召開及習近平開始第三個總書記任期之後，於2023年，中國在北京舉辦全國國家安全系統表彰大會，中共中央政法委書記陳文清要求中國各級黨政機關全力支持隱蔽戰線，在會中，列出隱蔽戰線曾參與的事件，包括1997年香港主權移交、2008年北京奧運會、2019年香港修例風波、2021年「晚舟歸航」及逮捕台灣民族黨副主席楊智淵等。